# Burcht Katzenstein (Dischingen)
Katzenstein is een van de oudste bewaard gebleven Staufenburchten in het gelijknamige stadsdeel van Dischingen in Baden-Württemberg.

## Geschiedenis
In 1099 werden de heren van Cazzenstein voor het eerst vermeld. Zij waren ministerialen van de graven van Dillingen.
In 1354 kwam het bezit in handen van de graven van Oettingen, die de burcht verpandden aan de graven van Helfenstein.
In 1648 werd de burcht door Franse troepen afgebrand, maar in 1669 werd hij weer opgebouwd. Sinds 1939 is hij in privébezit.